# Dr. Renaults Fristelser
Dr. Renaults Fristelser er en roman af Johannes V. Jensen og udgivet 11. november 1935.
Romanen har udgangspunkt i Faust-myten
og hører til de to sene og sidste romaner i forfatterskabet.
Året efter i 1936 udkom den anden roman Gudrun.
En omtale af Dr. Renaults Fristelser i det svenske Biblioteksbladet karakteriserede romanen som "En av mäktig fantasi buren hymn till kärleken som elementär makt och till kvinnokroppens fägring".

## Omtale og vurderinger
Litteraturkritikere har ikke sat romanen højt, omend Torben Brostrøm kalder den et "et filmisk, sprogligt virtuosnummer".
Sven Hakon Rossel anser den for svag og med "en stærkt fortænkt handlingsgang",
og Bo Hakon Jørgensen kalder den grotesk.
I sin anmeldelse i det engelsk-sprogede tidsskrift Book Abroad
fandt Ida Bachmann at plottet var banalt, uden hoved eller hale og at romanens konstruktion var ekstremt dårlig. Dog var Bachmann positivt stemt overfor Jensens sprog.
Et kuriosum er at teksten til en artikel om Dr. Renaults Fristelser i Østsjællands Folkeblad fra 1930'erne blev benyttet til teksten i artiklen der bar overskriften "Fru Fernando Møhge 100 aar" i den fiktive Korsbæk Tidende fra tv-serien Matador.

## Udgivelser
Førsteudgave fra 1935 kom i flere oplag fra Gyldendalske Boghandel - Nordisk Forlag.
En reklame fra forlaget i udgivelsen Nordens Kalender 1936 omtalte bogen som "Aarets mest læste danske Roman" og nævnte at den da var udkommet i 12.000 eksemplarer.
En e-bogsudgave udkom fra forlaget i 2016.
Teksten er tilgængelig i digital form og faksimile fra Johannes V. Jensen Forums hjemmeside.
Romanen blev oversat til svensk af Sven Stolpe og udkom i Sverige samme år som den danske førsteudgave
og til tysk og udkom året efter i 1936
på det østrigske Bermann-Fischer Verlag.
Om den svenske oversættelse skrev Biblioteksbladet:
"Då emellertid Jensens storhet som diktare till ej ringa del ligger i det rent språkliga mästerskapet, kan han knappast komma fullt till sin rätt i en översättning, även om den som Sven Stolpes måste få mycket höga vitsord."